# Sankt Niklaus

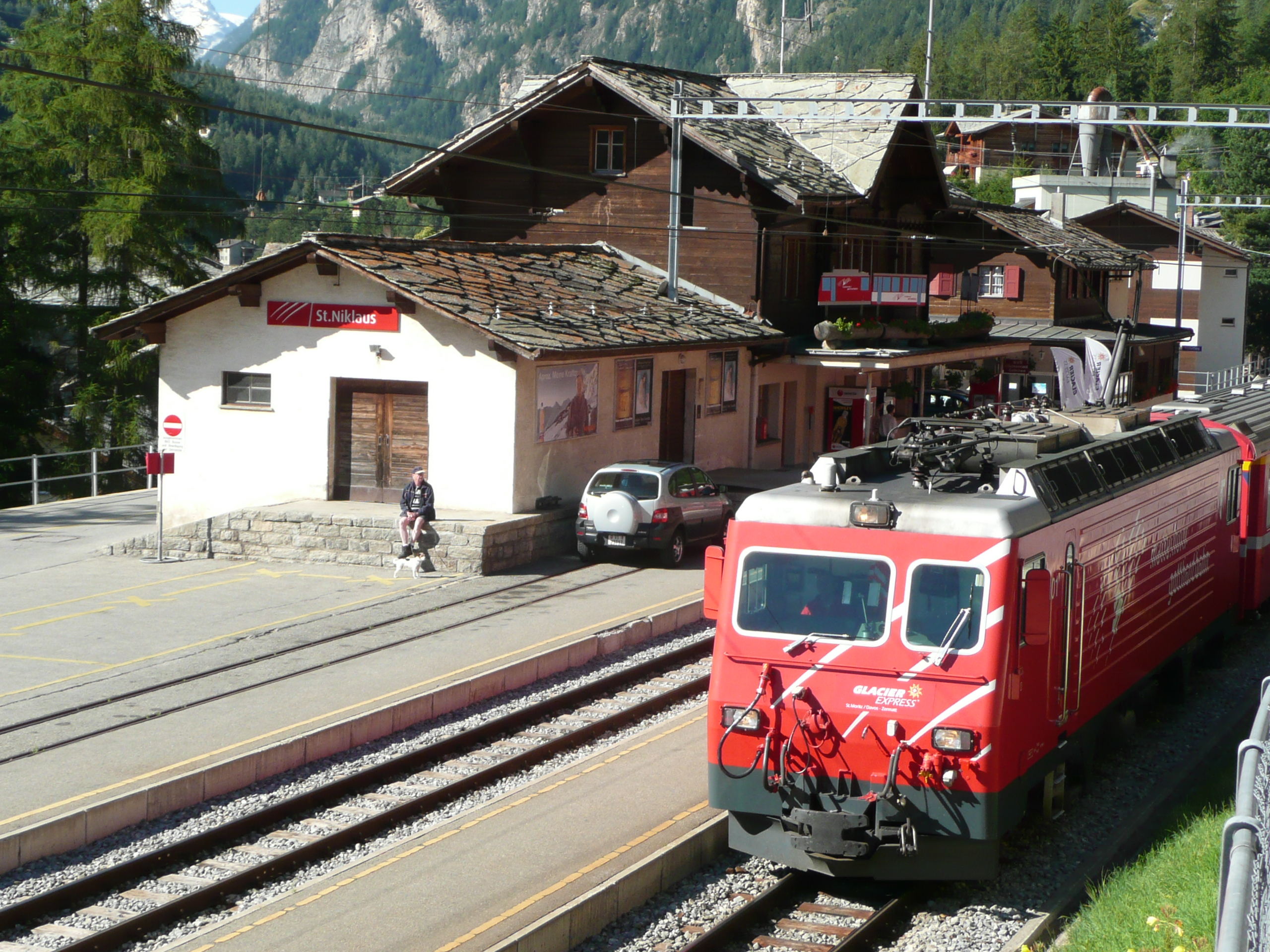
Station van Sant Niklaus

Sankt Niklaus is een gemeente en plaats in het Zwitserse kanton Wallis, en maakt deel uit van het district Visp.
Sankt Niklaus telt 2.300 inwoners.

## Geschiedenis
De gemeente is in 1866 ontstaan door de fusie van de toenmalige zelfstandige gemeenten Sankt Niklaus Dorf en Sankt Niklaus Matt. In 1870 kwam daar nog bij de toenmalige zelfstandige gemeente Gasenried.